# Nhà thờ chính tòa Strasbourg

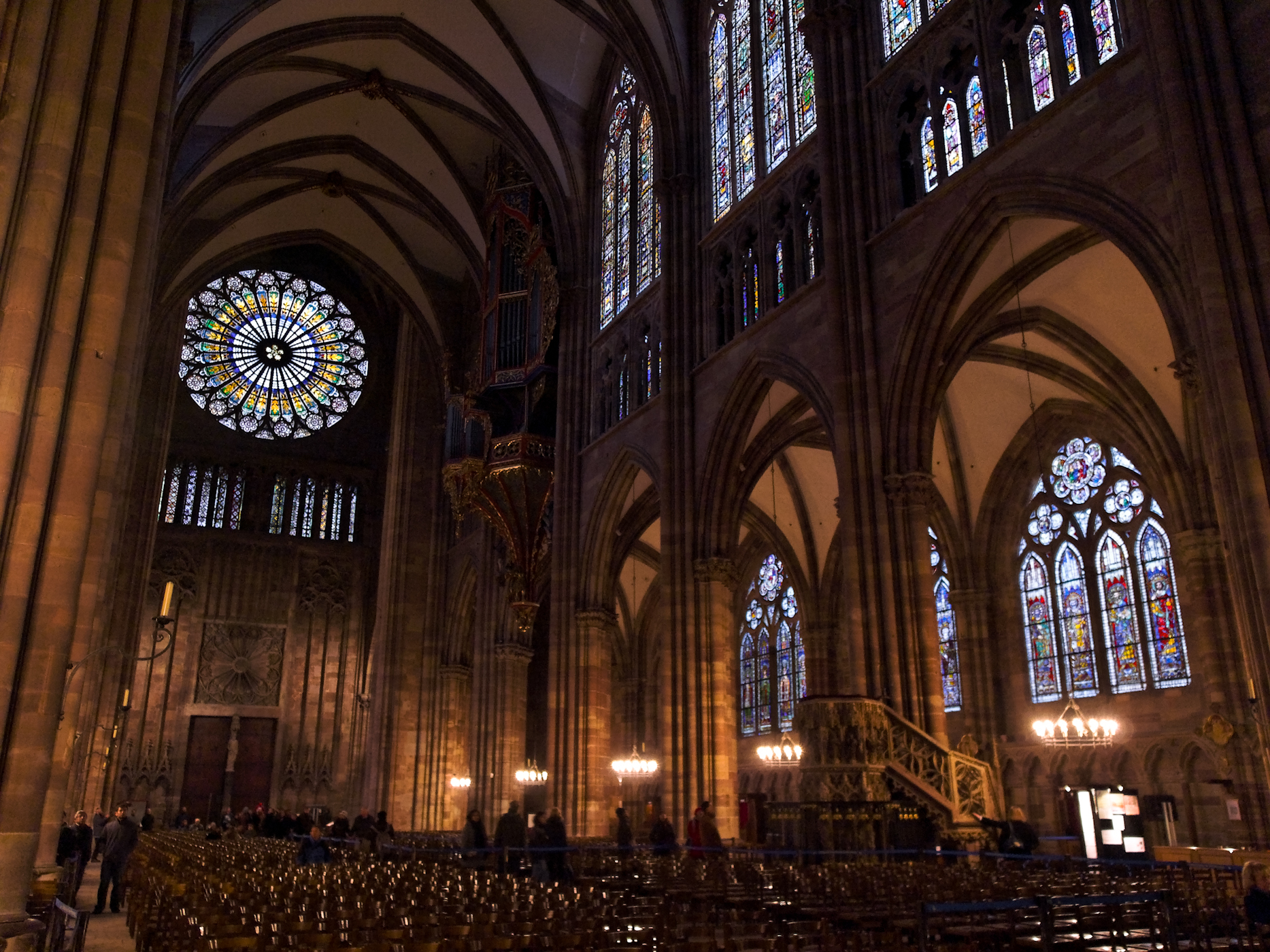
Bên trong nhà thờ lớn

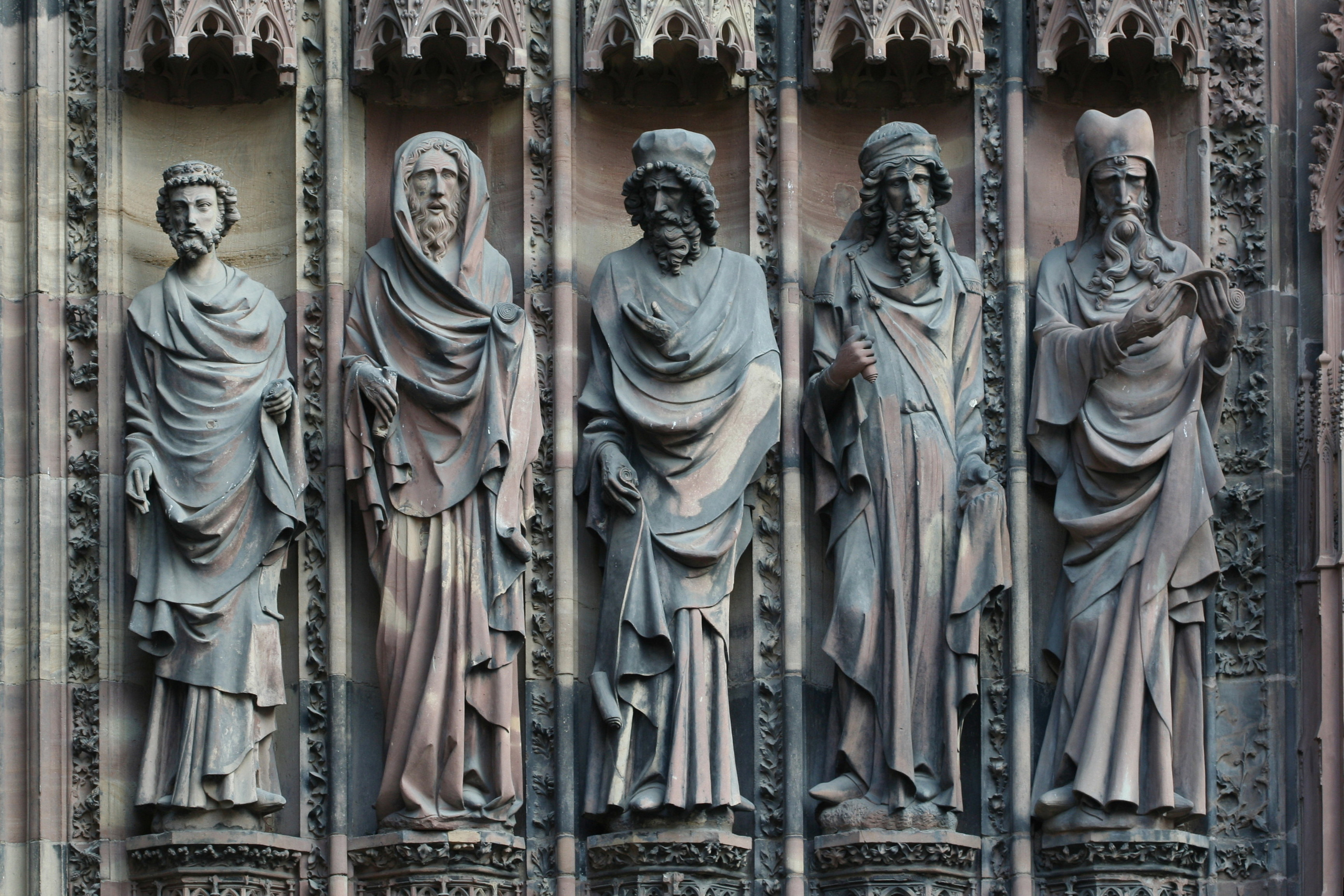
Các hình ảnh từ Main Portal mặt tiền phía tây

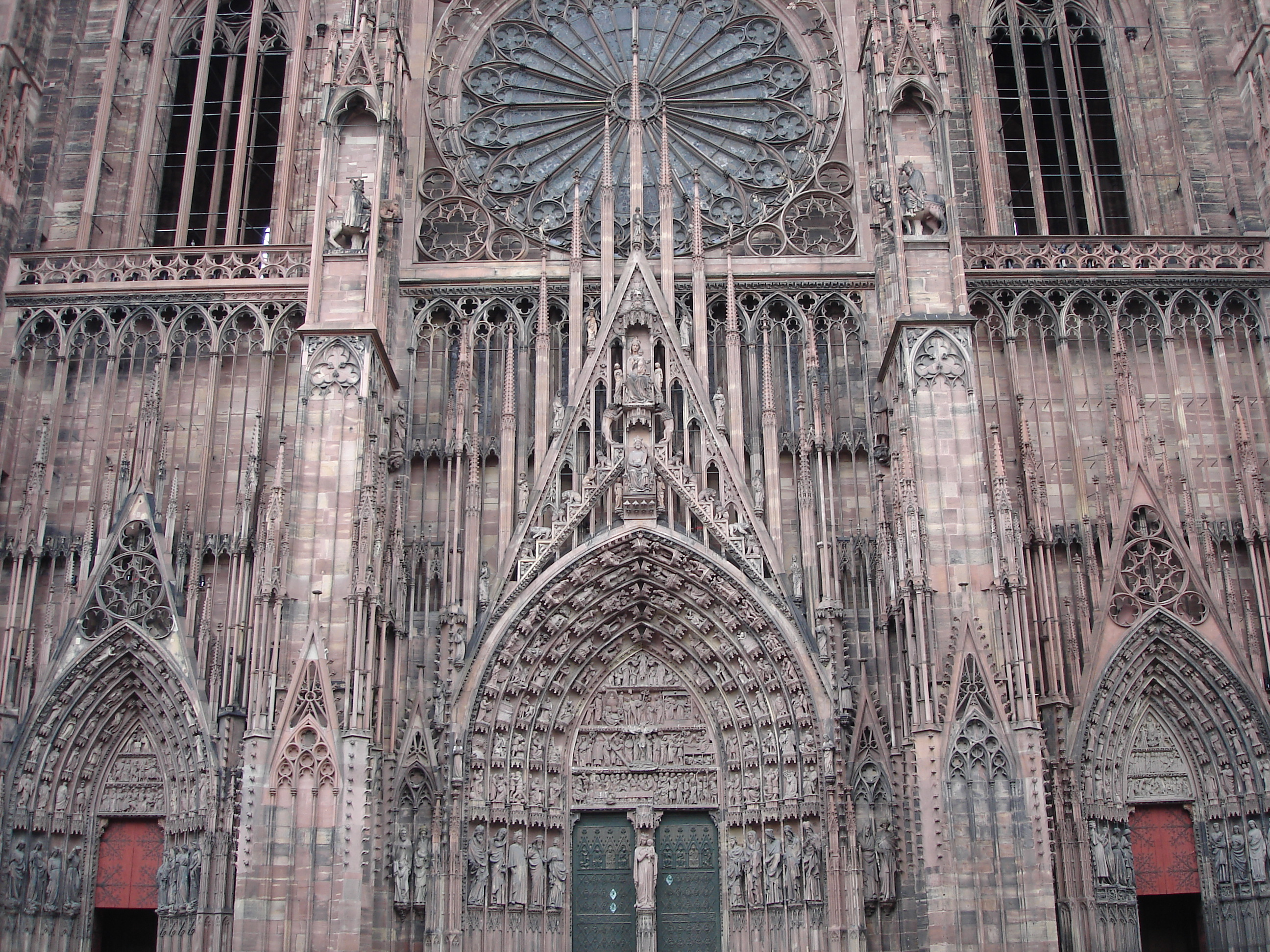
Phần dưới của façade phía tây, nhìn từ Place de la Cathédrale (Alsatian: Müensterplatz)

Nhà thờ lớn Strasbourg hay Nhà thờ Đức Mẹ Strasbourg (tiếng Pháp: Cathédrale Notre-Dame de Strasbourg, tiếng Đức: Liebfrauenmünster zu Straßburg), cũng có tên Strasbourg Minster, là một nhà thờ lớn Công giáo Rôma ở Strasbourg, Alsace, Pháp. Mặc dù một phần đáng kể của nhà thờ vẫn còn theo phong cách kiến trúc Romanesque, mọi người đều xem nhà thờ này là một trong những ví dụ đẹp nhất của kiến trúc Gothic cao hoặc cuối. Erwin von Steinbach được ghi nhận là người có đóng góp lớn từ năm 1277 cho đến khi ông qua đời vào năm 1318.
Với chiều cao 142 mét (466 foot), tòa nhà thờ này đã là tòa nhà cao nhất thế giới từ năm 1647 đến năm 1874 (227 năm), khi độ cao của nó bị vượt qua bởi nhà thờ St. Nikolai, Hamburg. Ngày nay nó là nhà thờ Công giáo cao thứ sáu trên thế giới và là cấu trúc vẫn còn đứng vững cao nhất được xây hoàn toàn vào thời Trung cổ.
Victor Hugo mô tả nhà thờ này là "kỳ công khổng lồ và tinh tế",[6] còn Goethe mô tả nhà thờ này là "cây của Chúa cao uy nghi, vươn rộng ra",[2] nhà thờ này có thể nhìn thấy từ xa bên đồng bằng Alsace và có thể nhìn thấy từ xa tận các núi Vosges hay Rừng Đen phía bên kia của sông Rhine. Sa thạch từ Vosges sử dụng trong xây dựng khiến cho nhà thờ này đặc trưng màu hồng.